# La casa sin fronteras
La casa sin fronteras és una pel·lícula espanyola de drama estrenada en 1972, coescrita i dirigida per Pedro Olea i protagonitzada en els papers principals per Geraldine Chaplin i Tony Isbert.
La pel·lícula (basada en el conte "Lluvia" de José Agustín) va competir pel Os d'Or al 22è Festival Internacional de Cinema de Berlín, en el qual finalment va resultar vencedora Els contes de Canterbury de Pier Paolo Pasolini.

## Argument
Daniel és un jove que arriba a Bilbao a la recerca de treball i allí coneix a un ancià que li fa un estrany i misteriós encàrrec: ha de trobar a una noia anomenada Lucía, que ha estat captada per una secta anomenada "La casa sense fronteres".

## Repartiment
- Geraldine Chaplin com Lucía Alfaro
- Tony Isbert com Daniel Márquez
- Viveca Lindfors com a Senyoreta Elvira
- José Orjas com a Ancià
- Patty Shepard com Chica de La Boheme
- Julio Peña com a Degà del cor
- Luis Ciges com a Amo de la fonda
- María Arias com a Propietària de la pensió
- Eusebio Poncela com Óscar Fuentes
- Jesús Fernández com a Germà de Daniel
- Margarita Robles com a Vídua d'Arévalo
- Charly Bravo com a Cambrer
- William Layton com a Líder de la casa
- José Franco com Marmolista
- Porfíria Sanchiz
- Vicente Vega
- Moisès Menéndez
- Fernando Sotuela
- María Sánchez Aroca com a Senyora del cementiri
- Ángel Menéndez
- Pilar Vela
- Valentín Tornos com Eugenio Alonso